# 在線模型
在線模型（online model）也稱為線上模型，是即時追蹤受控體或是受控程序的數學模型，並且具有自動適應的機能，可以針對模型及實際的差異進行補償。

## 和其他模型之間的關係
在線模型有時也稱為「在線模擬器」（online simulator）或是「在線系統」（online system）。
在線模型和實時模擬的概念有關。在線模型依照其定義是可以實時執行的系統。而相對的，實時模擬不一定要是在線模型，因為實時模擬的定義中，沒有要求可以適應狀態或是參數的變化。
許多控制模型會進行調整以符合其歷史資料，不過以往多半是在初期設計或是調適時進行，而且會結合數學計算以及人工處理。而在線模型會透過自動化流程來適應新的程序資料。

## 背景及概念
在線模型是程序模擬中的主題，利用估測技術估測模型的參數及狀態，使其儘可能接近真實系統的數值。使用在線模型的原因可能是無法得到所有操作條件下的離線資料，或者系統有時變特性。
參數估測也可以知道未建模的特性對系統所造成的影響，此時參數的數值就不是原始設定的數值。

## 用法
在線模型的特點是可以充份接近真實的系統，因此可以在任何時間評估作業上的變化，可能是為了控制或是最佳化的需求，或是因為其他不同任務需要的變化。在線模型可以用於實時監控、程序瓶頸調整，以及受控體的重新設計，或是what-if形式的假設分析。
在線模型可以分析估測參數及狀態隨時間變化的趨勢，可以用來偵測在過程中出現的的錯誤或是事件，以及其對程序的影響。

## 技巧
在線模型的概念起源自控制工程。
在線模型有三個共同點：
- 針對模型以及受控體，給予同樣的控制信號以及擾動信號
- 配合實時時鐘合成模擬時鐘
- 適應性：定期依照量測設備的回授來調整模型中的狀態及參數。

讓模型可以在線運行的重要概念是參數估測。透過一些方式讓在線模式的參數符合真實系統的參數。系統識別和估计理论都是估測未知參數數值的方法。
若利用卡尔曼滤波或是移動水平估測器等技術，也可以進行狀態觀測，更新系統狀態，使得模型的輸出以及實際系統的輸出儘量的接近。若使用加強卡尔曼滤波，也可以同時進行狀態觀測及參數觀測。
數學程序的模型可以在建立真實系統之前，在設計階段就開始使用，不過因為沒有可以輸入模型的程序資料，此時還不能算是在線模型。不過若受控體完成，開始使用，就可以復用設計階段的模型在實際作業中
。這種復用的模型常稱為「生命週期模擬器」（life-cycle simulators）。
另一種取得在線模型的方式是針對需要直接建立一個，此作法的好處是複雜程度以及模擬的時間可以依實際需要來規劃。

## 應用
在線模型用在 
- 氣象預報：這領域中的技術會稱為数据同化。
- 油藏模拟（英语：reservoir simulation）：這領域中的技術會稱為（自動）歷史比對。
- 模型為基礎的控制：例如非線性的模型預測控制，常常會利用增強卡尔曼滤波來適應模型狀態以及參數
- 程序模擬，這類模型會稱為「生命週期模擬器」[5][3]